# Блэк-Рок-Дезерт
Блэк-Рок-Дезерт (англ. Black Rock Desert volcanic field) — вулкан в штате Юта на западе США. 
Является вулканическим полем, высшая точка которого составляет 1800 метров. Состоит из туфовых конусов, кратеров. Основной вулканический материал — базальты. Наиболее молодое вулканическое образование  — конус Блэк-Рок (англ. Black Rock Volcano), высотой 1480 метров. Блэк-Рок-Дезерт в свою очередь состоит из 5 вулканических полей:
- Вулканическое поле Павант (англ. Pavant volcanic field) — название связано с вулканическим конусом Павант-Бьютт (англ. Pavant Butte), достигающего высоты 1753 метров. Расположено в 25 километрах от городка Холден. Сложено базальтами, много застывших потоков лавы. Окончательно сформировалось 16 000 лет назад, в результате взрывного извержения из озера Бонневилль на глубине 85 метров.
- Вулканическое поле Канош (англ. Kanosh Volcanic Field) — состоит из возвышенностей, которые состоят из вулканического пепла, золы, застывших лавовых потоков, состоящих из базальта.
- Вулканическое поле Тэбернакл (англ. Tabernacle volcanic field) — расположено в 8 километрах от городка Медоу. Занимает площадь 12 км². Состоит из базальтов. В центральной части вулканического поля возвышается туфовый конус, высотой 1512 метров.
- Вулканическое поле Айс-Спринг (англ. Ice Spring field) — находится в 15 километрах от городка Филмор, площадью 20 км². Наибольшая высота 1550 метров. Состоит из кратеров, наиболее крупные: Кресент, диаметром 500 метров; Митра, диаметром 300 метров; Терраса, диаметром 300 метров. Последняя вулканическая активность в данном районе происходила чуть меньше 1,5 тысячи лет. Сложено ксенолитами, гранитными породами.
- Вулканическое поле Коув-Форт (англ. Cove Fort volcanic field) — название связано с городком Коув-Форт, который находится на северо-западе от него. Состоит из вулканического шлака, крупного кратера, достигающего километрового диаметра. Потоки застывших лав достигают расстояния 20 км к юго-западу от городка Коув-Форт.

Вулканическое поле покрыто пустынным рельефом. Сформировалось в эпоху плейстоцена-голоцена. Помимо базальтов, почвы сложены риолитами.